# Герб Маврикію

## Історія створення
Прообразом сучасного герба є герб колонії, затвердженої 14 грудня 1869 року. Він відрізнявся від сучасного відсутністю щитотримачів і стеблини цукрової тростини, що обрамляють щит; фігурними прикрасами щита і окремими деталями зображення. На зображенні корабля і зірки є лінія горизонту. Золотий ключ зображений на чорному тлі.
Офіційно герб Маврикію був затверджений англійським королем Едуардом VII 25 серпня 1906 року. Після визнання незалежності в 1968 році, цей герб став державним гербом нової держави. За минулі сто років герб практично не змінився. Змінювалися тільки незначні деталі в зображенні символів і порядок розміщення герба на прапорах. Поточне оформлення державного герба було прийнято в 1990 році.

## Опис і символіка
Герб Маврикію являє собою вчетверо розділений щит золотого і блакитного кольорів. У правій верхній чверті зображено старовинний корабель золотого кольору на блакитному тлі. Це символ колонізації островів європейцями. У лівій верхній чверті зображено три пальми на золотому фоні. Вони відображають тропічну природу островів. У нижній частині герба зображені червоний (червлений) ключ на золотому тлі і срібляста зірка над горою на лазурному фоні. Вони уособлюють собою девіз герба: «Stella Clavisque Maris Indici» (лат. Зірка і ключ Індійського океану). Щит обрамляють дві стеблини цукрової тростини, які є головною сільськогосподарською культурою Маврикію. Щитотримачами герба є дронт і олень. Дронт — велика нелітаюча птаха, вимерла в XVII столітті — символ острова Маврикій. Олень символізує замбар, завезений голландцями з Яви.